# Négyfalu
Négyfalu, 1950 és 2001 között Szecseleváros (románul: Săcele, németül: Siebendörfer) város Romániában, Brassó megyében. Négy barcasági csángó település összevonásából jött létre, ezek sorrendben nyugatról kelet felé: Bácsfalu, Türkös, Csernátfalu, Hosszúfalu. A városhoz tartozik még Ósánc és Babarunka. Négyfalu az ún. „hétfalusi csángók” másik három településével, Tatranggal, Zajzonnal, és Pürkereccel együtt képezi Hétfalut.

## Fekvése, domborzata és természeti környezete
Brassó megye délkeleti részében található, Brassó szoros szomszédságában, 15 km-re a város központjától. 32 000 hektárnyi területen fekszik, ezzel Románia harmadik legnagyobb területű városa. A Tatrang nevű folyó szeli át, amely Négyfalu fő ivóvíz-forrását is képezi.
A Barcasági-medence déli perempontján foglal helyet, jellegzetessége, hogy területén megtalálhatók a domborzati formák közül úgy a síkság (2881 ha szántóföld), mint a dombok (3070 ha kaszáló) és a hegység is, ez utóbbi foglalva el a legnagyobb területet (21 152 ha erdő és 3483 ha legelő).
Négyfalu képezi két nagy hegytömb, a Nagykőhavas illetve a Csukás-hegység egyik „bejárati kapuját”. A Nagykőhavast Négyfalu irányából három útvonalon lehet megközelíteni: Garcsin-völgy, Malom-patak, Bolnok.

## Története

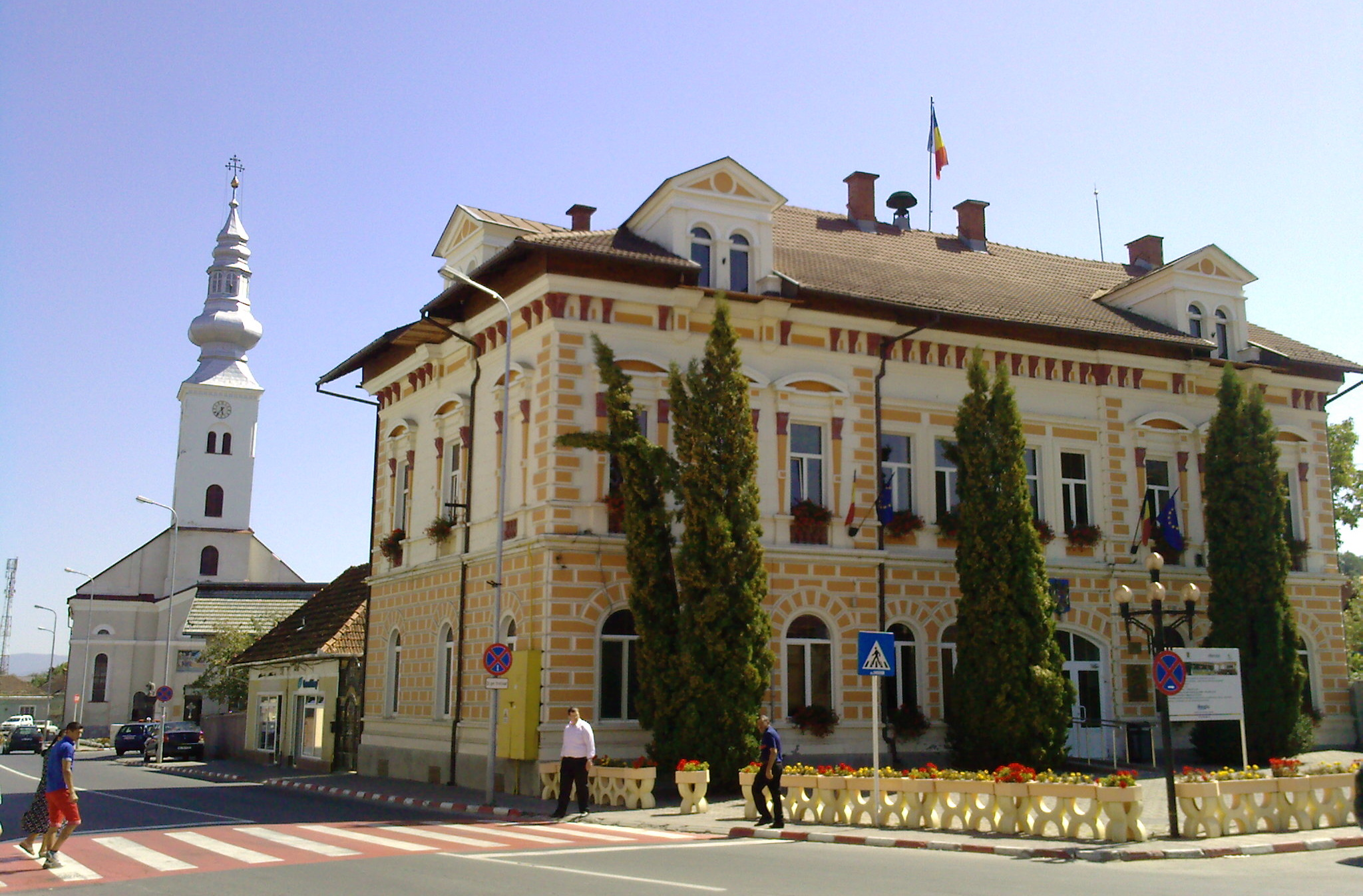
A Mária mennybemenetele ortodox templom és a városháza

Lakói feltehetően a 11. századi magyar és besenyő határőrök leszármazottjai. Először 1366-ban említették I. Lajos király adománylevelében, amellyel Ztanislaw comesnek adományozta a Tömös és Tatrang-folyók közt fekvő Turchfalua (Türkös), Huzyufalu (Hosszúfalu), Zlanfalua (Bácsfalu) és Charnadfalua (Csernátfalu) nevű királyi birtokokat.
Hétfalu 1498-ig a Törcsvári uradalomhoz tartozott. 1498-ban II. Ulászló király a brassói szászoknak elzálogosította a hét falut, amelyeknek lakói így a szászok jobbágyai lettek. Szász hatásra felvették az evangélikus vallást. 1651-ben Négyfalu, illetve Hétfalu települései Brassó város hűbérbirtokává váltak.
Négyfalu, illetve Hétfalu lakosai az 1848–49-es forradalom és szabadságharcban is nagy számban részt vettek, a 126. honvéd zászlóaljba tömörülve. 1848 októberében az Agyagfalván megtartott Székely Nemzeti Gyűlésen Brassóvidék magyar csángó falvai arra kérték a nagygyűlés vezetőségét, hogy ők is a székelység honvédelmi rendszeréhez tartozhassanak.
1892–1960 között a Bertalan–Hosszúfalu-vasútvonal kötötte össze a falvakat Brassó központjával. 1950-ben közigazgatásilag összevonták a négy falut Săcele (falvacskák) néven, ebből a román elnevezésből származik a Szecseleváros név. 2000. június 6-án municípiummá nyilvánították.
Települései gazdag népművészeti hagyományokkal rendelkeznek. Híresek szőtteseik és hímes tojás mintakincsük is, melyből mintegy 150 mintát őriznek.

## Népesség
Brassó megye második legnépesebb városa, 2013-ban 34 215 lakosa volt. Nem hivatalos, a helyi vezetők által közölt adatok szerint a cigányok száma 10 000 körül van, ez a legnagyobb kompakt tömb Romániában.

## Látnivalók
- A városnak néprajzi múzeuma van, ahol az itteni szász hatásra létrejött csángó népviselet látható.

## Testvérvárosai
- Kisújszállás, Magyarország
- Vire, Franciaország

## Híres szülöttei
- Martin Traugott Bartosch (Hosszúfalu, ? – Kiskapus, 1809) evangélikus lelkész.
- Istók János (Bácsfalu, 1873. június 15. – Budapest, 1972. február 22.) magyar szobrászművész.
- Kupcsay Felicián (Hosszúfalu, 1876. június 8. – Budapest, 1964. február 5.) író
- Erich Jekelius (Hosszúfalu, 1889. augusztus 2. – Bissingen, 1970. november 27.) geológus, őslénykutató[8]
- Molnár Károly (Hosszúfalu, 1901. január 19. – Sepsiszentgyörgy, 1985. március 18.) zenepedagógus, zeneszerző, karmester és kórusvezető.
- Tóthpál Dániel (Türkös, 1907. december 11. – Budapest, 1936. június 10.) erdélyi csángó költő
- Götz Endre (Hosszúfalu, 1924. augusztus 27. – Nagybánya, 2022. szeptember 3.) geológus.
- Istók István szobrászművész
- Tomos Hajnal (Négyfalu, 1957. december 2.) csángó magyar újságíró, költő.
- Sájter Laura (Négyfalu, 1962. július 2.) magyar nyelvész.